# Grimaucourt-près-Sampigny
Grimaucourt-près-Sampigny – miejscowość i gmina we Francji, w regionie Grand Est, w departamencie Moza.
Według danych na rok 1990 gminę zamieszkiwało 78 osób, a gęstość zaludnienia wynosiła 8 osób/km² (wśród 2335 gmin Lotaryngii Grimaucourt-près-Sampigny plasuje się na 967. miejscu pod względem liczby ludności, natomiast pod względem powierzchni na miejscu 617.).